# 沙叶新
沙叶新（1939年7月13日—2018年7月26日），回族，江苏南京人，后移居上海，中国大陆作家，曾经化名“少十斤”。

## 生平
1957年从南京市第五中学毕业后考入华东师范大学中文系。1961年大学毕业后，保送进入上海戏剧学院戏剧创作研究班学习。1963年在上海人民艺术剧院担任编剧。1985年任上海人民艺术剧院院长，1993年为打破终身制主动弃职。

## 著名言论
- “挨批，得奖；再批，再得奖。” （总结自己得奖的规律）
- “我，沙叶新。上海人民艺术剧院院长——暂时的；剧作家——永久的；某某理事、某某教授、其某顾问、某某副主席——都是掛名的。”（沙叶新名片上的头衔）
- “一年三百六十五天，一日三餐，都由妻子将我精心饲养。结婚前，我毛重105市斤，如今重达150多市斤，一身肉都是我妻子精心饲养的成绩。俗话说，饮水思源，我是见肉思妻啊！”
- “沙叶新，曾化名少十斤。少十斤为沙叶新(簡化字)的右半，可见此人不左：砍去一半，也不过十斤，又足见他无足轻重，一共只有20斤。沙叶新于1939年出品，因是回族，曾信奉伊斯兰，且又姓沙，可能原产地为沙特阿拉伯，后组装于中国南京。体形矮胖，属于三等残废，但他身残志不残，立志写作，一回生，二回熟，百折不回；箪食瓢饮，回也不改其乐，终于成为回族作家。沙叶新1957年侥幸地考入华东师大中文系，1961年又意外地被送到上海戏剧学院研究生班深造。 1985年身不由己担任上海人民艺术剧院院长，1991年又己不由身地挂名为上海戏剧家协会副主席。作品以戏剧为主，多有争议，得过奖，也挨过批。编剧以前叫作剧，指九天以为证，他绝不是恶作剧。”
- “对上海男人印象很多是误解！上海男人绝对不是像中央电视台小品里演的，像巩汉林表演的那种上海男人形像，那么畏缩和猥琐。说话嗲嗲的，戴着眼镜的，瘦瘦的、娘娘腔的，好像是同性恋似的。不是那么回事。问题是两种价值观，问题是侬从什么角度去看上海男人。我认为上海男人很可爱。”
- “沉默可以不可以？不撒谎，不表态，保持沉默可以不可以？最重要的把脑袋长在自己的脖子上。” （回答学生的问题——“大学生如何对待谎言？”）

## 头衔
- 一级编剧
- 中国电视家协会会员
- 中国戏剧家协会常务理事
- 中国戏剧家协会创作委员会副主任
- 中国作家协会会员
- 上海戏剧家协会副主席
- 上海作家协会理事
- 上海市文学艺术界联合会委员

## 作品和奖项

### 话剧
- 《假如我是真的》
- 《陈毅市长》（获1980—1981年“全国优秀剧本创作奖”、“全国少数民族文学创作奖”）
- 《马克思“秘史”》
- 《寻找男子汉》（获第三届“上海艺术节创作演出奖”）
- 《耶稣·孔子·披头士列侬》
- 《太阳·雪·人》
- 《东京的月亮》
- 《边疆新苗：六场话剧》1977
- 《尊严》1998
- 《江青與她的丈夫們》

### 喜剧
- 《一分钱》
- 《约会》（获“上海优秀创作奖”）

### 电影
- 《寻找男子汉》（1988年12月获首届振兴广西文艺创作铜鼓奖“作品奖”）

### 电视剧
- 《陈毅与刺客》（获电视剧第三届“金鹰奖”二等奖）
- 《围城》
- 《百老汇100号》
- 《绿卡族》

### 随笔、杂文及其他文集
- 《阅世戏言：沙叶新幽默作品50篇》1995
- 《阅世戏言：沙叶新幽默作品精选》2001
- 《沙叶新谐趣美文》 1999
- 《精神家园》 1995
- 《自由的笑声》
- 《沙叶新的鼻子：人生与艺术》1993
- 《耶稣.孔子.披头士列浓》1989
- 《沙叶新剧作选》1986
- 《中国动物各阶级分析》
- 《“书生”与“梁效”刍议》
- 《沙叶新买菜记》
- 《为东南大学百年校庆所作的演讲 》
- 《“检讨”文化》
- 《“表态” 文化》
- 《“宣传”文化》
- 《腐败文化》
- 《粪土当年郭沫若？》
- 《精神与使命——我的心路历程》
- 《“阅世戏言”谐亦庄》
- 《兰陵王胡雪桦：孤独的家园》
- 《男儿当自强》
- 《第一桶金》
- 《少年岂识情滋味》

### 奖项
- 1988年12月曾获第一届“振兴话剧奖”优秀编剧奖。

## 社会职务
- 中国戏剧家协会常务理事
- 中国戏剧家协会创作委员会副主任
- 中国作家协会会员
- 上海戏剧家协会副主席
- 上海作家协会理事
- 上海市文学艺术界联合会委员